# Raymond Thorne
Raymond Comstock Thorne (* 29. April 1887 in Chicago; † 10. Januar 1921 in Los Angeles) war ein US-amerikanischer Schwimmer.

## Karriere
Thorne nahm 1904 an den Olympischen Spielen in St. Louis teil. In der Individualdisziplin über 50 Yards Freistil erreichte er den sechsten Rang. Auch für den Wettkampf über 100 Yards Freistil war der US-Amerikaner gemeldet, trat aber nicht an. Im Mannschaftswettbewerb über 4 × 50 Yards Freistil gewann er mit der Staffel der Chicago Athletic Association Silber.
Später arbeitete Thorne in der Luftfahrtindustrie und diente in dieser Funktion im Ersten Weltkrieg.